# Barwena molukańska
Barwena molukańska (Upeneus moluccensis) – gatunek ryby z rodziny barwenowatych (Mullidae).

## Występowanie
Ocean Indyjski i Pacyfik od Morza Czerwonego po Nową Kaledonię, na płn. sięga po Japonię. Przez Kanał Sueski przedostała się do Morza Śródziemnego. 
Żyje w wodach przybrzeżnych, na głębokości 10–120 m, nad mulistym dnem. Tworzy ławice, zazwyczaj szybko przemieszczające się i zatrzymujące tylko na żer.

## Cechy morfologiczne
Osiąga 18 cm (maksymalnie 20 cm) długości. Wzdłuż linii bocznej 33–35 łusek. Na łukach skrzelowych 26–27 wyrostków filtracyjnych. W płetwie grzbietowej 8 kolców i 9 miękkich promieni, w płetwach piersiowych 14–16 promieni.
Ubarwienie ciała srebrne z różowym połyskiem, Od oka do płetwy ogonowej biegnie szeroka, złotożółta pręga, ubarwienie powyżej niej ciemniejsze. Przedni kraniec płetwy grzbietowej ciemny, w górnym płacie płetwy ogonowej 6–8 czerwonych pręg, dolny płat z jedną szeroką, czerwoną plamą wzdłuż tylnej krawędzi i ciemną tylną krawędzią. Wąsy białe, tęczówka oka żółta.

## Rozród
Dojrzewa płciowo po roku przy długości ok. 14 cm. Trze się cały rok. Żyje do 5 lat.